# Önos

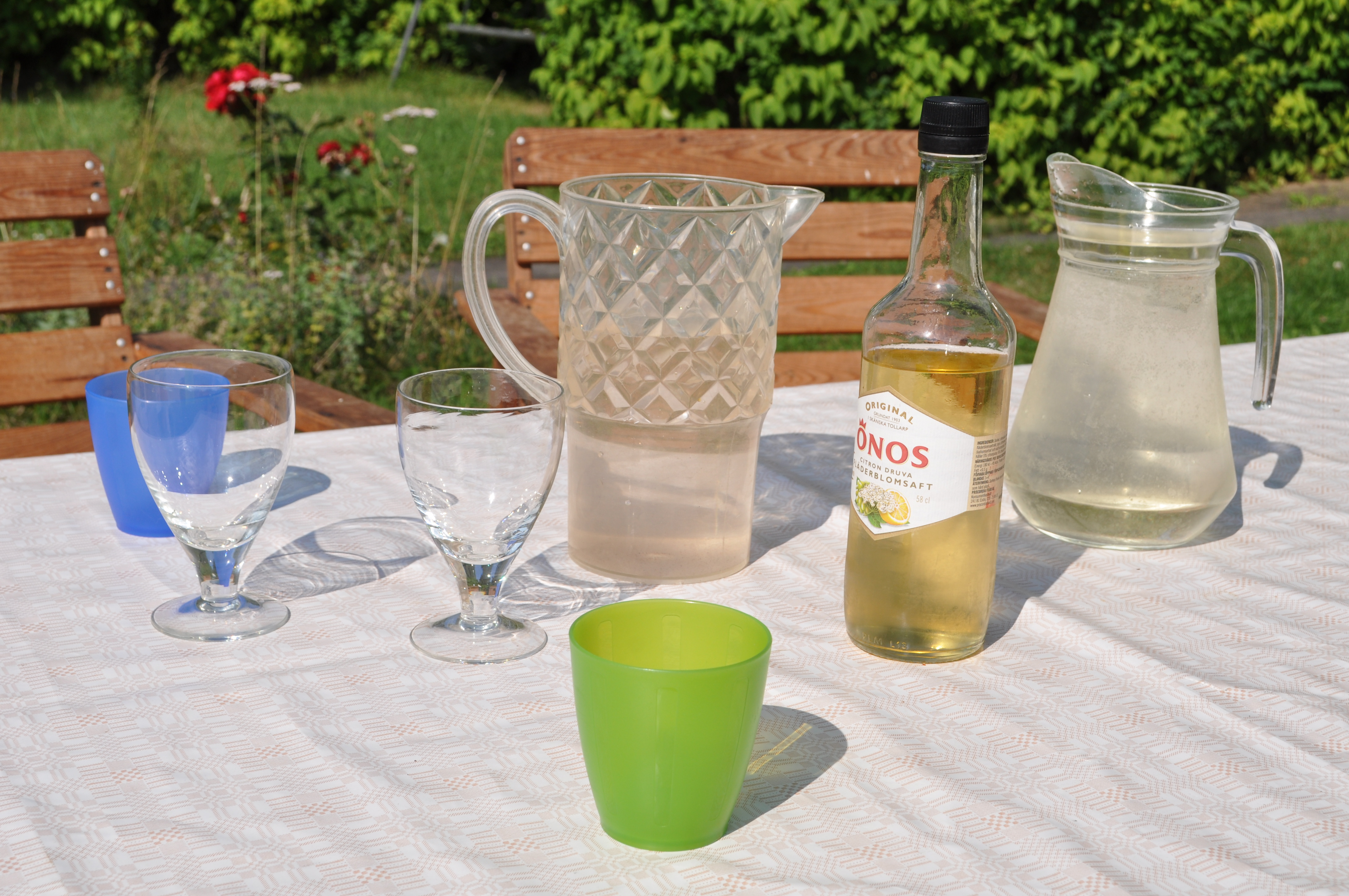
Dukat för saftkalas med Önos fläderblomssaft.

Önos är ett varumärke för dagligvaror och tidigare ett svenskt livsmedelsföretag som hade huvudkontor i Tollarp i Kristianstads kommun, men som numera ingår i Orkla Foods Sverige med huvudkontor i Malmö.
Önos grundades 1903 av Ragnar Wollin för produktion av bland annat vin. Nu (läst 2017) producerar Orkla inlagda grönsaker, drycker, sylt och marmelad under varumärket Önos.
Namnet Önos är hämtat från den grekiska mytologin. Vinguden Dionysos gav en vinranka till den grekiska kungen Oineus, som betyder vin på grekiska. Oineus uttalas Önos på skånska. Det är också förklaringen till kronan på logotypen.

## Historik
Önos grundades 1903 av Ragnar Wollin för produktion av bland annat vin.
Önos var ett familjeföretag fram till 1978 när det övertogs av fem personer i dess ledning. Kent Angergård, som var en av de nya ägarna, blev företagets nya vd och han förblev vd till 1991. På 1970-talet tog man även över Ölandskonserver i Färjestaden som integrerades i Önos. År 1980 köpte man fabriken Godings i Bergvik på Ekerö.
Mot slutet av 1983 trädde Skandia Investment in som delägare i Önos, med sikte på börsnotering. Istället för börsnotering trädde Procordia in som storägare under 1984. Procordia ägde redan Ekströms Livsmedelsprodukter AB.
I början av 1989 introducerade Önos det nya sortimentet "Önos Extra Prima" som skulle bygga på naturliga råvaror och vara fritt från aromämnen. I samband med detta gjordes en omfattande nylansering av Önos varumärke med nya etiketter utförda i gammaldags stil och en åtföljande reklamkampanj med sloganen "Som det smakade förr". Bakom kampanjen och den nya designen stod Brindfors Annonsbyrå.
Önos AB och Ekströms Livsmedelsprodukter AB slogs den 1 januari 1993 ihop för att bilda Ekströms Önos AB med huvudkontor i Kristianstad. Den 1 januari 1995 slogs i sin tur Ekströms Önos ihop med Felix för att bilda Procordia Food. Utöver varumärket bidrog Önos med fabrikerna i Tollarp och Färjestaden till företaget. När Procordia Food köptes av Orkla uppgick även Önos tidigare konkurrent Bob i bolaget.
Som en del av rationaliseringar inom Procordia Food började Önosfabriken i Tollarp även tillverka produkter under varumärkena Bob och Felix. Likaledes har Önosprodukter tillverkats på den tidigare Bob-fabriken i Kumla medan Önos gurkor flyttades till tidigare Felix i Eslöv.
I januari 2006 meddelades att fabriken i Färjestaden på Öland skulle läggas ner.